# 백번의 추억
《백번의 추억》은 2025년 9월 13일부터 방송예정인 JTBC 토일 드라마다.

## 기획 의도
1980년대 100번 버스 안내양 영례와 종희의 빛나는 우정, 그리고 두 친구의 운명적 남자 재필을 둘러싼 애틋한 첫사랑을 그린 뉴트로 청춘 멜로 드라마

## 제작진

### 제작사
- SLL

### 연출
- 김상호

### 극본
- 양희승
- 김보람

## 등장 인물

### 주요 인물
- 김다미 : 고영례 역
- 신예은 : 서종희 역
- 허남준 : 한재필 역

### 주변 인물
- 이원정 : 마상철 역
- 이정은 : 영례의 어머니 역
- 이재원 : 김 기사 역
- 정보민 : 호숙 역
- 박지환

### 그 외 인물
- 이민지 : 권해자 역
- 박예니 : 최정분 역
- 오우리 : 차옥희 역
- 정보민 : 임호숙 역

### 특별출연
- 김정현 : 정현 역

## 참고 사항
- 간만에 버스 안내양을 다룬 드라마이다. 1980년대에 실제 운행했던 버스가 나올가 관건이다.